# Тарашкевица
Тарашкевица или беларуски класически правопис (на беларуски: тарашкевіца, класiчны/клясычны правапіс) е вариант на правопис на беларуския език, основаващ се на литературната норма на съвременния беларуски език, чиято първа нормализация е направена от Бранислав Тарашкевич през 1918 г. и се използва официално в Беларус до правописната реформа през 1933 г. От 1933 г. насам тарашкевица се използва неформално в Беларус и от беларуската диаспора в чужбина. Понякога, в по-общ смисъл тарашкевицата се смята за книжовна форма.
Името тарашкевица е предназначено да подчертае приликата на правописа с труда на Бранислав Тарашкевич и вероятно е съществувало и преди Втората световна война.
Около 1994 г. Винцук Вячерка въвежда друго име – класически правопис, като популяризира употребата на съвременна кодифицикация на тарашкевица. През 2005 г. с публикуването на Беларуски класически правопис е направена съвременната нормализация на тарашкевицата. През 2007 г. IANA присвоява на тарашкевицата собствен подтаг „tarask“ (пълно обозначение: „be-tarask“).

## История
През 1918 г., преди Беларус да обяви независимост, възниква желание за стандартизиране на изписването на беларуския език. Няколко водещи лингвисти предоставят своите предложения, но накрая предложението на Тарашкевич е най-широко одобрено поради ред причини: правописът на Тарашкевич покрива по-голямата част от граматическите конфликти, надстройва предишния беларуски правопис, включва упражнения за учебни цели и бива спонсориран от беларуските политически водачи по това време.
Трудът на Тарашкевич предоставя окончателен модел за основните черти на беларуския език. Всички следващи предложения и реформи на езика се основават на неговата кодификация.

### Предложения за реформа и беларуската правописна реформа от 1933 г.
През 1926 г. в Минск се провежда международна конференция относно реформа на беларуския правопис, където се дискутират някои ортографически проблеми. През 1927 г. се сформира Лингвистична комисия, съставена от беларуски академици и лингвисти, която работи върху проблемите на беларуския език и основно доразвива правописната норма на Тарашкевич. През 1929 г. с края на беларусизацията спира и работата на Комисията. Въпреки това резултатът от работата ѝ е публикуван през 1930 г.
През 1930 г. група учени от Беларуския лингвистичен институт започва работа върху друго предложение за беларуска правописна реформа. Авторите на предложението обявяват отхвърляне на идеите за „национална демокрация“, които според тях били основа на работата на Лингвистичната комисия от 1927 – 1929 г. В резултат през 1933 г. групата предлага дълбоко преразглеждане на беларуския език, но запазва идеите на Тарашкевич за заемки в беларуския и почти изцяло възпроизвежда резултатите от предложението от 1930 г.
Въпреки това предложението е отхвърлено от съветските власти, поради редица причини, като изкуственото приближаване на беларуския към руския, слабия ѝ научен фундамент и провеждането на реформата по време на сталинистките чистки. На 5 май 1933 г. ЦК на КП на БССР образува специална Политическа комисия за преразглеждане на Руско-беларуския речник и нови правописни правила на беларуския. Комисията е съставена от политици и нито един лингвист не е включен в нея.
На 21 юли 1933 г. е публикуван указ от ЦК на КП на Беларуската ССР, оповестяващ края на беларуската езикова реформа. На 27 август 1933 г. предложението е одобрено с указ на ЦК на КП на БССР без публично обсъждане.
Беларуската правописна реформа от 1933 г. приема всички промени от предложението от 1933 г., което доближава беларуския до руския. Реформата въвежда фонетични и морфологични промени, както и беларуски речник, където думи без директни еквиваленти на руски са премахнати, а някои руски думи са включени. След реформата всички ръкописи на готовите академични беларуски речници се унищожават.

### След 1933 г.
Легитимността на реформата от 1933 г. така и не бива приета от някои политически групи в Западен Беларус, нито от емигрантите, които напускат Беларус след 1944 г. Това отхвърляне се свързва с идеология и се представя като анти-русификиация. От друга страна, отхвърляйки всички подобрения след 1933 г., беларуската общност в емиграция остава с всичките проблеми на граматиката отпреди 1933 г. и практически без унифицирана граматика.
След 1930-те години тарашкевицата се използва основно от беларуската диаспора в чужбина. Широкото ѝ използване на територията на Беларус се случва само веднъж по време на немската окупация в периода 1941 – 1944 г.

## Съвремие
По време на перестройката започва движение за възстановяване на тарашкевицата в Беларус. В началото на 1990-те години тарашкевицата се използва в Беларус заедно с т. нар. „наркомовка“, официалният вариант на беларуския. На 14 юни 1992 г. във Вилнюс се провежда конференция на журналисти и издатели, използващи класическия правопис.
През 2005 г. с цел стандартизация група от четирима филолози предлага кодификация на тарашкевицата, наречена беларуски класически правопис, като резултат от интензивни дискусии. Предложението е прието от някои известни медии, използващи тарашкевица, като вестник „Наша Нива“, беларуската секция на Радио Свободна Европа и други. Този вариант, също така, се използва в Уикипедия на тарашкевица.